# Persone di nome Albert
| Questa pagina contiene informazioni ricavate automaticamente dalle voci biografiche con l'ausilio del template Bio e di un bot. L'aggiornamento è periodico e automatico e ricostruisce completamente la pagina. Se manca una persona in questa lista, sei pregato di non aggiungerla, ma accertati piuttosto che la sua voce biografica contenga il template Bio e che i dati anagrafici siano correttamente compilati. Se il template Bio manca, inseriscilo tu stesso o, in alternativa, metti l'avviso {{tmp\|Bio}} che ne segnala la mancanza. Se i dati riportati sono sbagliati, correggi direttamente la voce biografica; le modifiche saranno visibili in questa lista entro pochi giorni. Per chiarimenti vedi il progetto antroponimi. La lista contiene solo le 760 persone che sono citate nell'enciclopedia e per le quali è stato implementato correttamente il template Bio. Pagina aggiornata al 6 ago 2025. |

Questa è una lista di persone presenti nell'enciclopedia che hanno il nome Albert, suddivise per attività principale.

## Agronomi(2)
- Albert Demolon, agronomo francese (Lilla, n. 1881 - Parigi, † 1954)
- Albert Seibel, agronomo francese (Aubenas, n. 1844 - Aubenas, † 1936)

## Allenatori di calcio(22)
- Albert Bunjaku, allenatore di calcio e ex calciatore kosovaro (Pristina, n. 1971)
- Albert Capellas, allenatore di calcio e dirigente sportivo spagnolo (Avinyó, n. 1967)
- Albert Cartier, allenatore di calcio e ex calciatore francese (Vesoul, n. 1960)
- Albert Celades, allenatore di calcio e ex calciatore spagnolo (Barcellona, n. 1975)
- Bart De Roover, allenatore di calcio e ex calciatore belga (Rijkevorsel, n. 1967)
- Anson Dorrance, allenatore di calcio e ex calciatore statunitense (Mumbai, n. 1951)
- Albert Emon, allenatore di calcio e ex calciatore francese (Berre-l'Étang, n. 1956)
- Albert Ferrer, allenatore di calcio e ex calciatore spagnolo (Barcellona, n. 1970)
- Albert Flatley, allenatore di calcio e calciatore inglese (Bradford, n. 1919 - Yeadon, † 1987)
- Albert van der Haar, allenatore di calcio e calciatore olandese (Meppel, n. 1975)
- Albert Jorquera, allenatore di calcio e ex calciatore spagnolo (Bescanó, n. 1979)
- Leslie Knighton, allenatore di calcio inglese (Church Gresley, n. 1884 - Bournemouth, † 1959)
- Albert Nađ, allenatore di calcio, dirigente sportivo e ex calciatore serbo (Zemun, n. 1974)
- Albert Puig, allenatore di calcio spagnolo (Cambrils, n. 1968)
- Albert Reuter, allenatore di calcio e calciatore lussemburghese (n. 1907 - † 2003)
- Albert Riera, allenatore di calcio e ex calciatore spagnolo (Manacor, n. 1982)
- Albert Riera Vidal, allenatore di calcio e ex calciatore spagnolo (Barcellona, n. 1983)
- Albert Roca, allenatore di calcio e ex calciatore spagnolo (Granollers, n. 1962)
- Albert Rudé, allenatore di calcio spagnolo (Ripoll, n. 1987)
- Albert Rust, allenatore di calcio e ex calciatore francese (Mulhouse, n. 1953)
- Albert Sing, allenatore di calcio e calciatore tedesco (Eislingen, n. 1917 - Origlio, † 2008)
- Albert Stuivenberg, allenatore di calcio e dirigente sportivo olandese (Rotterdam, n. 1970)

## Allenatori di pallacanestro(1)
- Albert Oliver, allenatore di pallacanestro e ex cestista spagnolo (Terrassa, n. 1978)

## Allenatori di tennis(2)
- Albert Costa, allenatore di tennis e ex tennista spagnolo (Lleida, n. 1975)
- Albert Portas, allenatore di tennis e ex tennista spagnolo (Barcellona, n. 1973)

## Alpinisti(2)
- Bruno Balke, alpinista, medico e fisiologo tedesco (Braunschweig, n. 1907 - Grand Junction, † 1999)
- Albert Frederick Mummery, alpinista inglese (Dover, n. 1855 - Nanga Parbat, † 1895)

## Anarchici(1)
- Albert Joseph, anarchico francese (Bordeaux, n. 1875 - Parigi, † 1908)

## Anatomisti(2)
- Albert Adamkiewicz, anatomista e patologo polacco (Żerków, n. 1850 - Vienna, † 1921)
- Albert Seerig, anatomista e chirurgo tedesco (Rudolstadt, n. 1797 - Königsberg, † 1862)

## Annunciatori televisivi(1)
- Al Roker, annunciatore televisivo, attore e giornalista statunitense (New York, n. 1954)

## Antropologi(1)
- Albert Piette, antropologo francese (Namur, n. 1960)

## Arbitri di baseball(1)
- Al Barlick, arbitro di baseball statunitense (Springfield, n. 1915 - Springfield, † 1995)

## Architetti(4)
- Albert Kahn, architetto statunitense (Rhaunen, n. 1869 - Detroit, † 1942)
- Albert Laprade, architetto francese (Buzançais, n. 1883 - Parigi, † 1978)
- Albert Richardson, architetto britannico (Londra, n. 1880 - Ampthill, † 1964)
- Albert Speer, architetto tedesco (Berlino, n. 1934 - Francoforte sul Meno, † 2017)

## Arcivescovi cattolici(3)
- Albert Soegijapranata, arcivescovo cattolico indonesiano (Surakarta, n. 1896 - Steyl, † 1963)
- Albert Bitter, arcivescovo cattolico tedesco (Melle, n. 1848 - Melle, † 1926)
- Albert LeGatt, arcivescovo cattolico canadese (Melfort, n. 1953)

## Arrampicatori(1)
- Albert Leichtfried, arrampicatore e ex sciatore alpino austriaco (Lans, n. 1976)

## Artisti(3)
- Albert Auwercx, artista fiammingo (Bruxelles, n. 1629 - Bruxelles, † 1709)
- Albert Hahn, artista e fumettista olandese (Groninga, n. 1877 - Amsterdam, † 1918)
- Al Hirschfeld, artista statunitense (Saint Louis, n. 1903 - New York, † 2003)

## Assassini seriali(2)
- Albert DeSalvo, serial killer statunitense (Chelsea, n. 1931 - Walpole, † 1973)
- Albert Fish, serial killer statunitense (Washington, n. 1870 - Ossining, † 1936)

## Astisti(1)
- Albert Tyler, astista statunitense (Glendale, n. 1872 - Harpswell, † 1945)

## Astronauti(1)
- Albert Sacco, ex astronauta statunitense (Boston, n. 1949)

## Astronomi(7)
- Albert Curtz, astronomo tedesco (Monaco di Baviera, n. 1600 - Monaco di Baviera, † 1671)
- Albert D. Grauer, astronomo e docente statunitense (n. 1942)
- Albert Jones, astronomo neozelandese (Christchurch, n. 1920 - Nelson, † 2013)
- Albert Marth, astronomo tedesco (Kołobrzeg, n. 1828 - Heidelberg, † 1897)
- Albert E. Thatcher, astronomo statunitense (Boston, n. 1829)
- Albert Edward Whitford, astronomo statunitense (Milton, n. 1905 - Madison, † 2002)
- Albert George Wilson, astronomo statunitense (Houston, n. 1918 - Sebastopol, † 2012)

## Attori(37)
- Albert Austin, attore, sceneggiatore e regista britannico (Birmingham, n. 1882 - Hollywood, † 1953)
- Albert Baró, attore spagnolo (Sant Esteve de Palautordera, n. 1996)
- Albert Bassermann, attore tedesco (Mannheim, n. 1867 - Zurigo, † 1952)
- Geoffrey Bayldon, attore britannico (Leeds, n. 1924 - Leeds, † 2017)
- Albert Brooks, attore, sceneggiatore e regista statunitense (Beverly Hills, n. 1947)
- Albert Vilhelm Bøgh, attore norvegese (Bergen, n. 1843 - Bergen, † 1927)
- Albert Dieudonné, attore, regista e scrittore francese (Parigi, n. 1889 - Parigi, † 1976)
- Bud Duncan, attore statunitense (Brooklyn, n. 1883 - Los Angeles, † 1960)
- Albert Dupontel, attore, comico e regista francese (Saint-Germain-en-Laye, n. 1964)
- Albert Egbert, attore e sceneggiatore britannico († 1942)
- Albert Finney, attore inglese (Salford, n. 1936 - Londra, † 2019)
- Al Freeman Jr., attore, sceneggiatore e regista statunitense (San Antonio, n. 1934 - Washington, † 2012)
- Albert Hackett, attore e sceneggiatore statunitense (New York, n. 1900 - New York, † 1990)
- Albert Hague, attore e compositore tedesco (Berlino, n. 1920 - Marina del Rey, † 2001)
- Albert Hall, attore statunitense (Brighton, n. 1937)
- Al Haskell, attore statunitense (Watsonville, n. 1886 - Los Angeles, † 1969)
- David Hedison, attore statunitense (Providence, n. 1927 - Los Angeles, † 2019)
- Albert Heine, attore e regista tedesco (Brunswick, n. 1867 - Westerland, † 1949)
- Al Leong, attore e stuntman statunitense (Saint Louis, n. 1952)
- Albert Lieven, attore tedesco (Olsztynek, n. 1906 - Londra, † 1971)
- Albert MacQuarrie, attore statunitense (San Francisco, n. 1882 - Hollywood, † 1950)
- Gordon MacRae, attore e cantante statunitense (East Orange, n. 1921 - Lincoln, † 1986)
- Albert Matterstock, attore tedesco (Lipsia, n. 1911 - Amburgo, † 1960)
- Albert Mol, attore, ballerino e scrittore olandese (Amsterdam, n. 1917 - Laren, † 2004)
- Al Molinaro, attore statunitense (Kenosha, n. 1919 - Glendale, † 2015)
- Albert Paulig, attore tedesco (Stollberg, n. 1873 - Berlino, † 1933)
- Albert Popwell, attore statunitense (New York, n. 1926 - Los Angeles, † 1999)
- Albert Pretorius, attore sudafricano
- Albert Préjean, attore francese (Pantin, n. 1894 - Parigi, † 1979)
- Albert Ray, attore, regista e sceneggiatore statunitense (New Rochelle, n. 1897 - Los Angeles, † 1944)
- Albert Rémy, attore francese (Sèvres, n. 1915 - Parigi, † 1967)
- Albert Salmi, attore statunitense (Brooklyn, n. 1928 - Spokane, † 1990)
- Albert Sharpe, attore irlandese (Belfast, n. 1885 - Belfast, † 1970)
- Paul Shenar, attore, regista teatrale e insegnante statunitense (Milwaukee, n. 1936 - West Hollywood, † 1989)
- Albert Steinrück, attore tedesco (Bad Arolsen, n. 1872 - Berlino, † 1929)
- Al Strobel, attore statunitense (Seattle, n. 1939 - Eugene, † 2022)
- Al Waxman, attore e regista canadese (Toronto, n. 1935 - Toronto, † 2001)

## Aviatori(2)
- Albert Ball, aviatore britannico (Nottingham, n. 1896 - Annœullin, † 1917)
- Albert Deullin, aviatore e militare francese (Épernay, n. 1890 - Villacoublay, † 1923)

## Avvocati(2)
- Albert Battel, avvocato e militare tedesco (Klein-Pramsen, n. 1891 - Hattersheim am Main, † 1952)
- Albert Geisser, avvocato, banchiere e filantropo svizzero (Torino, n. 1859 - Roma, † 1929)

## Banchieri(2)
- Albert Hecht, banchiere, mercante e collezionista d'arte francese (Bruxelles, n. 1842 - Parigi, † 1889)
- Albert Salomon von Rothschild, banchiere, filantropo e collezionista d'arte austriaco (Vienna, n. 1844 - Vienna, † 1911)

## Bassi-baritoni(1)
- Albert Dohmen, basso-baritono tedesco (Krefeld, n. 1956)

## Batteristi(3)
- Albert Bouchard, batterista statunitense (Watertown, n. 1947)
- Albert Heath, batterista statunitense (Filadelfia, n. 1935 - Santa Fe, † 2024)
- Al Jackson Jr., batterista e musicista statunitense (Memphis, n. 1935 - Memphis, † 1975)

## Biochimici(2)
- Albert Lester Lehninger, biochimico statunitense (Bridgeport, n. 1917 - † 1986)
- Albert Szent-Györgyi, biochimico ungherese (Budapest, n. 1893 - Woods Hole, † 1986)

## Biologi(1)
- Albert Bernhard Frank, biologo tedesco (Dresda, n. 1839 - Berlino, † 1900)

## Bobbisti(6)
- Albert Brehme, bobbista tedesco (Berlino, n. 1903)
- Aby Gartmann, bobbista svizzero (Samedan, n. 1930 - Savosa, † 2018)
- Albert Kandlbinder, ex bobbista tedesco
- Albert Lerat, bobbista belga
- Albert Madörin, bobbista svizzero (n. 1905 - Basilea, † 1960)
- Albert Wurzer, ex bobbista tedesco

## Botanici(8)
- Albert Hoffmann, botanico tedesco (n. 1846 - † 1924)
- Albert Gottfried Dietrich, botanico tedesco (Danzica, n. 1795 - Berlino, † 1856)
- Albert Gaillard, botanico e micologo francese (Neuilly-sur-Seine, n. 1858 - Angers, † 1903)
- Albert Howard, botanico britannico (n. 1873 - † 1947)
- Albert Bruce Jackson, botanico britannico (Newbury, n. 1876 - Kew, † 1947)
- Ottone Penzig, botanico tedesco (Samitz, n. 1856 - Genova, † 1929)
- Albert Charles Seward, botanico e geologo britannico (Lancaster, n. 1863 - Oxford, † 1941)
- Albert Charles Smith, botanico statunitense (n. 1906 - † 1999)

## Canottieri(4)
- Albert Arnheiter, canottiere tedesco (Ludwigshafen am Rhein, n. 1890 - Casalpusterlengo, † 1945)
- Albert Gladstone, canottiere britannico (Hawarden, n. 1886 - Fordingbridge, † 1967)
- Albert Hedderich, ex canottiere tedesco (n. 1957)
- Albert Nasse, canottiere statunitense (St. Louis, n. 1878 - St. Louis, † 1910)

## Cantanti(5)
- Al B. Sure!, cantante, compositore e produttore discografico statunitense (Boston, n. 1968)
- Sonny Burgess, cantante e chitarrista statunitense (Newport, n. 1929 - Little Rock, † 2017)
- Al Green, cantante e pastore protestante statunitense (Forrest City, n. 1946)
- Thongchai McIntyre, cantante e attore thailandese (Bangkok, n. 1958)
- Blond-Blond, cantante algerino (Orano, n. 1919 - Marsiglia, † 1999)

## Cantautori(2)
- Sid Griffin, cantautore, musicista e scrittore statunitense (Louisville, n. 1955)
- Albert Hammond, cantautore britannico (Londra, n. 1944)

## Cardinali(4)
- Albert Decourtray, cardinale e arcivescovo cattolico francese (L'Amiteuse, n. 1923 - Bron, † 1994)
- Albert Gregory Meyer, cardinale e arcivescovo cattolico statunitense (Milwaukee, n. 1903 - Chicago, † 1965)
- Albert Malcolm Ranjith Patabendige Don, cardinale e arcivescovo cattolico singalese (Polgahawela, n. 1947)
- Albert Vanhoye, cardinale francese (Hazebrouck, n. 1923 - Roma, † 2021)

## Cartografi(1)
- Albert Jouvin de Rochefort, cartografo francese

## Cembalari(1)
- Albert Delin, cembalaro fiammingo (Ath, n. 1712 - Tournai, † 1771)

## Cestisti(33)
- Al Beard, ex cestista statunitense (Fort Valley, n. 1942)
- Kedrick Brown, ex cestista statunitense (Zachary, n. 1981)
- Albert Burditt, ex cestista statunitense (Austin, n. 1972)
- Kenton Campbell, cestista statunitense (n. 1926 - Maitland, † 1999)
- Ken Corley, cestista e giocatore di baseball statunitense (McLoud, n. 1920 - Aurora, † 1984)
- A.J. English, ex cestista statunitense (Wilmington, n. 1967)
- A.J. English, cestista statunitense (Wilmington, n. 1992)
- Al Ferrari, cestista statunitense (New York, n. 1933 - St. Louis, † 2016)
- Al Fleming, cestista statunitense (Chicago, n. 1954 - Michigan City, † 2003)
- Albert Fontet, ex cestista spagnolo (Alcanar, n. 1986)
- Al Grenert, cestista e allenatore di pallacanestro statunitense (Holyoke, n. 1919 - Rockport, † 2002)
- Al Guokas, cestista statunitense (Filadelfia, n. 1925 - Somers Point, † 1990)
- Al Harrington, ex cestista statunitense (Orange, n. 1980)
- Albert Hemmo, ex cestista e allenatore di pallacanestro israeliano (n. 1934)
- Al Henry, ex cestista statunitense (Memphis, n. 1949)
- Albert Homs, cestista spagnolo (Mataró, n. 1994)
- Albert King, ex cestista statunitense (Brooklyn, n. 1959)
- Al Lucas, cestista statunitense (New York, n. 1922 - Levittown, † 1995)
- Albert Mallach, ex cestista statunitense (Pittsburgh, n. 1956)
- Al Miksis, cestista statunitense (Chicago, n. 1928 - Eugene, † 2012)
- Albert Miralles, ex cestista spagnolo (Barcellona, n. 1982)
- Albert Moncasi, ex cestista spagnolo (Premià de Mar, n. 1986)
- Al Moschetti, cestista statunitense (n. 1920 - Horseheads, † 2007)
- Al Negratti, cestista, allenatore di pallacanestro e dirigente sportivo statunitense (n. 1921 - Green Bay, † 1998)
- Runt Pullins, cestista statunitense (New Orleans, n. 1910 - Chicago, † 1985)
- Al Roges, cestista statunitense (n. 1930 - Los Angeles, † 2009)
- Albert Sàbat, ex cestista e allenatore di pallacanestro spagnolo (Llagostera, n. 1985)
- Al Salvadori, ex cestista statunitense (Wheeling, n. 1945)
- Al Sanders, cestista statunitense (Baton Rouge, n. 1950 - † 1994)
- Al Skinner, ex cestista e allenatore di pallacanestro statunitense (Mount Vernon, n. 1952)
- Albert Tadros, cestista egiziano (Il Cairo, n. 1914 - † 1993)
- Al Tucker, cestista statunitense (Dayton, n. 1943 - Dayton, † 2001)
- Albert Ventura, cestista spagnolo (Badalona, n. 1992)

## Chimici(6)
- Albert Atterberg, chimico e scienziato svedese (Stoccolma, n. 1846 - Stoccolma, † 1916)
- Albert Baur, chimico e imprenditore tedesco (Biberach an der Riß, n. 1856 - † 1933)
- Albert Hofmann, chimico svizzero (Baden, n. 1906 - Burg im Leimental, † 2008)
- Albert Ladenburg, chimico tedesco (Mannheim, n. 1842 - Breslavia, † 1911)
- Albert Niemann, chimico e farmacista tedesco (Goslar, n. 1834 - Goslar, † 1861)
- Albert Benjamin Prescott, chimico statunitense (Hastings, n. 1832 - † 1905)

## Chirurghi(2)
- Albert Michallon, chirurgo e politico francese (Grenoble, n. 1912 - Grenoble, † 1975)
- Albert Salomon, chirurgo tedesco (n. 1883 - † 1976)

## Chitarristi(5)
- Albert Collins, chitarrista e cantante statunitense (Leona, n. 1932 - Las Vegas, † 1993)
- Al Di Meola, chitarrista, compositore e produttore discografico statunitense (Jersey City, n. 1954)
- Albert Hammond Jr., chitarrista e cantautore statunitense (Los Angeles, n. 1980)
- Albert King, chitarrista e cantante statunitense (Indianola, n. 1923 - Memphis, † 1992)
- Albert Lee, chitarrista inglese (Leominster, n. 1943)

## Ciclisti su strada(23)
- Albert Barthélémy, ciclista su strada francese (Anor, n. 1906 - Fourmies, † 1988)
- Honoré Barthélémy, ciclista su strada, pistard e ciclocrossista francese (Parigi, n. 1891 - Parigi, † 1964)
- Albert Beckaert, ciclista su strada belga (Wevelgem, n. 1910 - Courtrai, † 1980)
- Albert Bolly, ciclista su strada belga (Liegi, n. 1897 - Liegi, † 1958)
- Albert Bourlon, ciclista su strada francese (Sancergues, n. 1916 - Bourges, † 2013)
- Albert Büchi, ciclista su strada svizzero (Winterthur, n. 1907 - Winterthur, † 1988)
- Albert Champion, ciclista su strada e pistard francese (Parigi, n. 1878 - Parigi, † 1927)
- Albert Decin, ciclista su strada belga (Oekene, n. 1920 - Kortrijk, † 1994)
- Albert Dejonghe, ciclista su strada belga (Middelkerke, n. 1894 - Middelkerke, † 1981)
- Albert Depreitre, ciclista su strada belga (Rumbeke, n. 1915 - Staden-Wenstrozebeke, † 2008)
- Albert Dupont, ciclista su strada belga (Estaimpuis, n. 1884)
- Albert Hendrickx, ciclista su strada e pistard belga (Kalmthout, n. 1916 - Hasselt, † 1990)
- Albert Jordens, ciclista su strada belga (Liegi, n. 1902 - Liegi, † 1947)
- Albert Kruschel, ciclista su strada statunitense (n. 1889 - † 1959)
- Albert Perikel, ciclista su strada belga (Thiméon, n. 1913 - Lobbes, † 1989)
- Albert Richter, ciclista su strada e pistard tedesco (Colonia, n. 1912 - Lörrach, † 1940)
- Albert Ritserveldt, ciclista su strada belga (Ophasselt, n. 1915 - Zottegem, † 2002)
- Albert Sercu, ciclista su strada, pistard e dirigente sportivo belga (Bornem, n. 1918 - Roeselare, † 1978)
- Albert Sommer, ciclista su strada svizzero (Remigen, n. 1915 - Engelberg, † 1989)
- Albert Torres, ciclista su strada e pistard spagnolo (Ciutadella de Menorca, n. 1990)
- Albert Van Laecke, ciclista su strada belga
- Albert Van Vlierberghe, ciclista su strada e pistard belga (Belsele, n. 1942 - Sint-Niklaas, † 1991)
- Albert Wyckmans, ciclista su strada belga (n. 1897 - † 1995)

## Collezionisti d'arte(1)
- Albert Pontremoli, collezionista d'arte, avvocato e magistrato francese (Nizza, n. 1862 - Parigi, † 1923)

## Compositori(6)
- Albert Dietrich, compositore, direttore d'orchestra e pianista tedesco (Golk bei Meißen, n. 1829 - Berlino, † 1908)
- Albert Grisar, compositore belga (Anversa, n. 1808 - Asnières, † 1869)
- Albert Guillon, compositore francese (Meaux, n. 1801 - Venezia, † 1854)
- Albert Ketèlbey, compositore e pianista inglese (Birmingham, n. 1875 - Cowes, † 1959)
- Albert Roussel, compositore francese (Tourcoing, n. 1869 - Royan, † 1937)
- Albert Stoessel, compositore, violinista e direttore d'orchestra statunitense (Saint Louis, n. 1894 - New York, † 1943)

## Conduttori televisivi(1)
- Bert Newton, conduttore televisivo e attore australiano (Melbourne, n. 1938 - Melbourne, † 2021)

## Costituzionalisti(1)
- Albert Dicey, costituzionalista inglese (Claybrook Hall, n. 1835 - Oxford, † 1922)

## Costumisti(1)
- Albert Wolsky, costumista statunitense (Parigi, n. 1930)

## Criminali(3)
- Albert Bergamelli, criminale francese (Vitry-sur-Seine, n. 1939 - Ascoli Piceno, † 1982)
- Albert Johnson, criminale canadese (Eagle River, † 1932)
- Albert Spaggiari, criminale e militare francese (Laragne, n. 1932 - Hyères, † 1989)

## Criminologi(1)
- Albert Cohen, criminologo statunitense (Boston, n. 1918 - † 2014)

## Critici letterari(2)
- Albert Béguin, critico letterario e traduttore svizzero (La Chaux-de-Fonds, n. 1901 - Roma, † 1957)
- Albert Thibaudet, critico letterario e francesista francese (Tournus, n. 1874 - Ginevra, † 1936)

## Cuochi(1)
- Albert Roux, cuoco e imprenditore francese (Semur-en-Brionnais, n. 1935 - Londra, † 2021)

## Danzatori(1)
- Albert Evans, ballerino e coreografo statunitense (Atlanta, n. 1968 - New York, † 2015)

## Dermatologi(2)
- Albert Sézary, dermatologo francese (Algeri, n. 1880 - Parigi, † 1956)
- Albert Veiel, dermatologo tedesco (Ludwigsburg, n. 1806 - † 1874)

## Diplomatici(3)
- Albert Apponyi, diplomatico ungherese (Vienna, n. 1846 - Ginevra, † 1933)
- Albert Borschette, diplomatico e politico lussemburghese (Diekirch, n. 1920 - Bruxelles, † 1976)
- Albert von Mensdorff-Pouilly-Dietrichstein, diplomatico austriaco (Lemberg, n. 1861 - Vienna, † 1945)

## Direttori d'orchestra(1)
- Albert Coates, direttore d'orchestra e compositore inglese (San Pietroburgo, n. 1882 - Città del Capo, † 1953)

## Direttori teatrali(1)
- Albert Marshman Palmer, direttore teatrale, manager e impresario teatrale statunitense (North Stonington, n. 1838 - † 1905)

## Dirigenti sportivi(3)
- Albert Ferrasse, dirigente sportivo, arbitro di rugby a 15 e rugbista a 15 francese (Tonneins, n. 1917 - Agen, † 2011)
- Roger Milla, dirigente sportivo, allenatore di calcio e ex calciatore camerunese (Yaoundé, n. 1952)
- Albert Timmer, dirigente sportivo e ex ciclista su strada olandese (Gramsbergen, n. 1985)

## Disc jockey(1)
- Alan Freed, disc jockey e conduttore radiofonico statunitense (Johnstown, n. 1921 - Palm Springs, † 1965)

## Disegnatori(2)
- Albert Engström, disegnatore e scrittore svedese (Lönnenberga, n. 1869 - Stoccolma, † 1940)
- Albert Friscia, disegnatore, pittore e scultore statunitense (New York, n. 1911 - Roma, † 1989)

## Drammaturghi(3)
- Bert Bailey, commediografo, attore e regista neozelandese (Auckland, n. 1868 - † 1953)
- Horton Foote, drammaturgo e sceneggiatore statunitense (Wharton, n. 1916 - Hartford, † 2009)
- Albert Innaurato, drammaturgo statunitense (Filadelfia, n. 1947 - † 2017)

## Economisti(5)
- Albert Aftalion, economista francese (Ruse, n. 1874 - Ginevra, † 1956)
- Albert Coppé, economista e politico belga (Bruges, n. 1911 - Tervuren, † 1999)
- Albert O. Hirschman, economista tedesco (Berlino, n. 1915 - Ewing, † 2012)
- Albert Humphrey, economista statunitense (Stati Uniti, n. 1926 - Regno Unito, † 2005)
- Albert Ouédraogo, economista e politico burkinabè (Dori, n. 1969)

## Editori(1)
- Albert Langen, editore tedesco (Anversa, n. 1869 - Monaco di Baviera, † 1909)

## Esperantisti(1)
- Albert Gallois, esperantista francese (Bayeux, n. 1853 - † 1937)

## Esploratori(4)
- Albert Armitage, esploratore e navigatore scozzese (Balquhidder, n. 1864 - † 1943)
- Albert Holness, esploratore britannico (Hull, n. 1892 - oceano Atlantico, † 1924)
- Albert Hastings Markham, esploratore britannico (Bagnères-de-Bigorre, n. 1841 - Londra, † 1918)
- Albert Tafel, esploratore, etnografo e medico tedesco (Stoccarda, n. 1877 - Heidelberg, † 1935)

## Filologi(5)
- Albert Bachmann, filologo, linguista e lessicografo svizzero (Hüttwilen, n. 1863 - Samedan, † 1934)
- Albert Hauf, filologo, critico letterario e traduttore spagnolo (Palma di Maiorca, n. 1938)
- Albert Lord, filologo statunitense (Boston, n. 1912 - Cambridge, † 1991)
- Albert Rehm, filologo tedesco (Augusta, n. 1871 - Monaco di Baviera, † 1949)
- Albert Schwegler, filologo, filosofo e teologo tedesco (Michelbach an der Bilz, n. 1819 - Tubinga, † 1857)

## Filosofi(1)
- Albert Caraco, filosofo e scrittore uruguaiano (Costantinopoli, n. 1919 - Parigi, † 1971)

## Fisici(8)
- Albert Betz, fisico e ingegnere tedesco (Schweinfurt, n. 1885 - Gottinga, † 1968)
- Albert Campbell, fisico britannico (Londonderry, n. 1862 - † 1954)
- Albert Einstein, fisico tedesco (Ulma, n. 1879 - Princeton, † 1955)
- Albert von Ettingshausen, fisico tedesco (Vienna, n. 1850 - Graz, † 1932)
- Albert Fert, fisico francese (Carcassonne, n. 1938)
- Albert Gockel, fisico tedesco (Stockach, n. 1860 - Friburgo, † 1927)
- Albert Hull, fisico statunitense (Southington, n. 1880 - Schenectady, † 1966)
- Albert Abraham Michelson, fisico statunitense (Strzelno, n. 1852 - Pasadena, † 1931)

## Fisiologi(2)
- Albert Dastre, fisiologo francese (Parigi, n. 1844 - Parigi, † 1917)
- Albert von Bezold, fisiologo tedesco (Ansbach, n. 1836 - Würzburg, † 1868)

## Flautisti(1)
- Franz Doppler, flautista e compositore austriaco (Leopoli, n. 1821 - Baden, † 1883)

## Fondisti(3)
- Albert Giger, fondista svizzero (Rhäzüns, n. 1946 - † 2021)
- Albert Kuchler, fondista tedesco (Bad Kötzting, n. 1998)
- Albert Walder, ex fondista italiano (Dobbiaco, n. 1957)

## Fotografi(4)
- Albert Arthur Allen, fotografo statunitense (Grafton, n. 1886 - Hayward, † 1962)
- Albert Meyer, fotografo tedesco (Dresda, n. 1857 - Dresda, † 1924)
- Albert Renger-Patzsch, fotografo tedesco (Würzburg, n. 1897 - Wamel, † 1966)
- Albert Watson, fotografo scozzese (Edimburgo, n. 1942)

## Fumettisti(1)
- Albert Uderzo, fumettista francese (Fismes, n. 1927 - Neuilly-sur-Seine, † 2020)

## Funzionari(1)
- Albert Hahl, funzionario tedesco (Gern, n. 1868 - Gern, † 1945)

## Generali(10)
- Albert d'Amade, generale francese (Tolosa, n. 1856 - Fronsac, † 1941)
- Albert Baratier, generale e esploratore francese (Belfort, n. 1864 - Courcy, † 1917)
- Albert Theodor Otto von Emmich, generale tedesco (Minden, n. 1848 - Hannover, † 1915)
- Edward Gleichen, generale inglese (Londra, n. 1863 - Londra, † 1937)
- Albert Gyulay, generale austriaco (Ofen, n. 1766 - Pest, † 1835)
- Albert Sidney Johnston, generale statunitense (Washington, n. 1803 - Pittsburg Landing, † 1862)
- Albert Kesselring, generale tedesco (Marktsteft, n. 1885 - Bad Nauheim, † 1960)
- Albert Pike, generale, avvocato e scrittore statunitense (Boston, n. 1809 - Washington, † 1891)
- Albert Coady Wedemeyer, generale statunitense (Omaha, n. 1897 - Fort Belvoir, † 1989)
- Albert von Berrer, generale tedesco (Unterkochen, n. 1857 - San Gottardo, † 1917)

## Geologi(4)
- Albert Auguste Cochon de Lapparent, geologo francese (Bourges, n. 1839 - Parigi, † 1908)
- Albert Heim, geologo svizzero (Zurigo, n. 1849 - Zurigo, † 1937)
- Albert Oppel, geologo e paleontologo tedesco (Hohenheim, n. 1831 - Monaco di Baviera, † 1865)
- Albert Streckeisen, geologo e mineralogista svizzero (Basilea, n. 1901 - Berna, † 1998)

## Giavellottisti(1)
- Albert Reynolds, giavellottista santaluciano (Castries, n. 1988)

## Ginecologi(1)
- Albert Döderlein, ginecologo tedesco (Augusta, n. 1860 - Monaco di Baviera, † 1941)

## Ginnasti(4)
- Albert Andersson, ginnasta, multiplista e ostacolista svedese (Tomelilla, n. 1902 - Kristianstad, † 1977)
- Albert Betts, ginnasta britannico (Birmingham, n. 1888 - Birmingham, † 1924)
- Albert Hersoy, ginnasta francese (Hautmont, n. 1895 - Maubeuge, † 1979)
- Albert Séguin, ginnasta francese (Vienne, n. 1891 - Villefranche-sur-Saône, † 1948)

## Giocatori di baseball(1)
- Al Kaline, giocatore di baseball statunitense (Baltimora, n. 1934 - Bloomfield Hills, † 2020)

## Giocatori di curling(1)
- Albert Maclaren, giocatore di curling canadese (Buckingham, n. 1870 - Buckingham, † 1940)

## Giocatori di football americano(10)
- Turk Edwards, giocatore di football americano statunitense (Contea di Douglas, n. 1907 - Seattle, † 1973)
- Albert Haynesworth, ex giocatore di football americano statunitense (Hartsville, n. 1981)
- Albert Langebartels, ex giocatore di football americano e allenatore di football americano tedesco (Braunschweig, n. 1982)
- Albert Lewis, ex giocatore di football americano statunitense (Mansfield, n. 1960)
- Albert McClellan, giocatore di football americano statunitense (Lakeland, n. 1986)
- Albert Okwuegbunam, giocatore di football americano statunitense (Springfield, n. 1998)
- Hank Soar, giocatore di football americano, allenatore di pallacanestro e arbitro di baseball statunitense (Alton, n. 1914 - Pawtucket, † 2001)
- Al Toon, ex giocatore di football americano statunitense (Newport News, n. 1963)
- Albert Wilson, giocatore di football americano statunitense (Fort Pierce, n. 1992)
- Al Wistert, giocatore di football americano statunitense (Chicago, n. 1920 - Grants Pass, † 2016)

## Giocatori di lacrosse(1)
- Albert Venn, giocatore di lacrosse statunitense (Marshall, n. 1867 - Topeka, † 1908)

## Giocatori di snooker(1)
- Albert Cope, giocatore di snooker inglese (Birmingham, n. 1878 - Birmingham, † 1930)

## Giocolieri(1)
- Albert Lucas, giocoliere statunitense (n. 1960)

## Giornalisti(3)
- Albert K. Bender, giornalista e scrittore statunitense (Duryea, n. 1921 - Los Angeles, † 2016)
- Albert Ducrocq, giornalista e saggista francese (Parigi, n. 1921 - Parigi, † 2001)
- Albert Lejeune, giornalista e editore francese (Savigny-sur-Orge, n. 1885 - Marsiglia, † 1945)

## Giuristi(2)
- Albert J. Hoffmann, giurista sudafricano (Vanderbijlpark, n. 1955)
- Albert Mosse, giurista tedesco (Grodzisk Wielkopolski, n. 1846 - Berlino, † 1925)

## Golfisti(3)
- Albert William Austin, golfista canadese (Toronto, n. 1857 - Toronto, † 1934)
- Albert Edison Austin, golfista canadese (Winnipeg, n. 1888 - Il Cairo, † 1913)
- Albert Bond Lambert, golfista e aviatore statunitense (Alexandria, n. 1875 - Saint Louis, † 1946)

## Grecisti(1)
- Albert Dumont, grecista e archeologo francese (Scey-sur-Saône-et-Saint-Albin, n. 1842 - La Queue-les-Yvelines, † 1884)

## Hockeisti su ghiaccio(2)
- Bert Duncanson, hockeista su ghiaccio canadese (Winnipeg, n. 1911 - Cowansville, † 2000)
- Albert Geromini, hockeista su ghiaccio svizzero (Arvigo, n. 1896 - Thalwil, † 1961)

## Hockeisti su prato(2)
- Albert Sala, hockeista su prato spagnolo (Terrassa, n. 1981)
- Ab Tresling, hockeista su prato olandese (Den Haag, n. 1909 - Breda, † 1980)

## Illustratori(2)
- Al Dempster, illustratore statunitense (Atlantic City, n. 1911 - Ventura, † 2001)
- Albert Dubout, illustratore, pittore e scultore francese (Marsiglia, n. 1905 - Saint-Aunès, † 1976)

## Imprenditori(10)
- Albert Ballin, imprenditore tedesco (Amburgo, n. 1857 - Amburgo, † 1918)
- Albert Russel Erskine, imprenditore statunitense (Huntsville, n. 1871 - South Bend, † 1933)
- Albert Frère, imprenditore belga (Fontaine-l'Évêque, n. 1926 - Bruxelles, † 2018)
- Albert Grossman, imprenditore e manager statunitense (Chicago, n. 1926 - Londra, † 1986)
- Albert Göring, imprenditore, ingegnere e filantropo tedesco (Friedenau, n. 1895 - Monaco di Baviera, † 1966)
- Albert Heijn, imprenditore olandese (Oostzaan, n. 1865 - Amsterdam, † 1945)
- Albert von Le Coq, imprenditore e esploratore tedesco (Berlino, n. 1860 - Berlino, † 1930)
- Albert Augustus Pope, imprenditore statunitense (Boston, n. 1843 - Lindermere-by-the-Sea, † 1909)
- Albert Hermann Traber, imprenditore svizzero (Kirchberg, n. 1926 - Gossau, † 2007)
- Albert Vögler, imprenditore e politico tedesco (Essen, n. 1877 - Herdecke, † 1945)

## Incisori(1)
- Albert von Soest, incisore tedesco (Soest - Luneburgo, † 1590)

## Ingegneri(3)
- Albert Brojka, ingegnere e politico albanese (Tirana, n. 1958)
- Albert Ghiorso, ingegnere statunitense (Vallejo, n. 1915 - Berkeley, † 2010)
- Albert F. Shields, ingegnere statunitense (n. 1908 - † 1974)

## Insegnanti(1)
- Albert Allen Bartlett, docente e fisico statunitense (Shanghai, n. 1923 - Boulder, † 2013)

## Inventori(1)
- Albert Rockwell, inventore, filantropo e imprenditore statunitense (Woodhull, n. 1862 - New Britain, † 1925)

## Ittiologi(1)
- Albert William Herre, ittiologo e zoologo statunitense (Toledo, n. 1868 - Santa Cruz, † 1962)

## Kickboxer(1)
- Albert Kraus, kickboxer olandese (Oss, n. 1980)

## Librettisti(2)
- Albert Carré, librettista e attore francese (Strasburgo, n. 1852 - Parigi, † 1938)
- Albert Willemetz, librettista e paroliere francese (Parigi, n. 1887 - Marnes-la-Coquette, † 1964)

## Linguisti(3)
- Albert Cuny, linguista francese (n. 1869 - † 1947)
- Albert Debrunner, linguista svizzero (Basilea, n. 1884 - Berna, † 1958)
- Albert Sechehaye, linguista svizzero (Ginevra, n. 1870 - Ginevra, † 1946)

## Lottatori(3)
- Albert Bechestobill, lottatore statunitense (St. Louis, n. 1879 - St. Louis, † 1959)
- Albert Kusnets, lottatore estone (Suure-Kambja, n. 1902 - Verchnjaja Tojma, † 1942)
- Al Zirkel, lottatore statunitense (Newark, n. 1884 - Newark, † 1945)

## Lunghisti(2)
- Albert Delannoy, lunghista e triplista francese (Parigi, n. 1881 - Parigi, † 1944)
- Albert Gutterson, lunghista statunitense (Andover, n. 1887 - Burlington, † 1965)

## Mafiosi(3)
- Albert Anastasia, mafioso italiano (Parghelia, n. 1902 - New York, † 1957)
- Albert Gallo, mafioso statunitense (New York, n. 1930)
- Albert Tocco, mafioso statunitense (Chicago, n. 1929 - Terre Haute, † 2005)

## Maratoneti(3)
- Albert Corey, maratoneta e mezzofondista francese (Meursault, n. 1878 - Parigi, † 1926)
- Albert Korir, maratoneta keniota (n. 1994)
- Bert van Vlaanderen, ex maratoneta olandese (n. 1964)

## Martellisti(1)
- Albert Johnson, martellista e pesista statunitense (Stoughton, n. 1880 - Sioux Falls, † 1963)

## Matematici(6)
- Albert Victor Bäcklund, matematico svedese (Höganäs, n. 1845 - Lund, † 1922)
- Albert Girard, matematico francese (n. 1595 - † 1632)
- Albert Ingham, matematico britannico (Northampton, n. 1900 - Chamonix, † 1967)
- Albert Nijenhuis, matematico olandese (Eindhoven, n. 1926 - † 2015)
- Albert Thoralf Skolem, matematico norvegese (Sandsvær, n. 1887 - Oslo, † 1963)
- Albert Tucker, matematico canadese (Oshawa, n. 1905 - Hightstown, † 1995)

## Medici(8)
- Albert Abrams, medico e inventore statunitense (San Francisco, n. 1863 - San Francisco, † 1924)
- Albert Claude, medico belga (Longlier, n. 1899 - Bruxelles, † 1983)
- Albert Fraenkel, medico tedesco (Francoforte sul Meno, n. 1848 - Berlino, † 1916)
- Albert Mackey, medico statunitense (n. 1807 - † 1881)
- Albert Mosséri, medico francese (Il Cairo, n. 1925 - Romilly-sur-Seine, † 2013)
- Albert Ruskin Cook, medico britannico (Hampstead, n. 1870 - Kampala, † 1951)
- Albert Sabin, medico e virologo polacco (Białystok, n. 1906 - Washington, † 1993)
- Albert Schweitzer, medico, teologo e filantropo tedesco (Kaysersberg, n. 1875 - Lambaréné, † 1965)

## Meteorologi(2)
- Albert Defant, meteorologo e oceanografo austriaco (Trento, n. 1884 - Innsbruck, † 1974)
- Albert Lancaster, meteorologo e astronomo belga (Mons, n. 1849 - Uccle, † 1908)

## Mezzofondisti(4)
- Albert Champoudry, mezzofondista francese (Parigi, n. 1880 - Parigi, † 1933)
- Albert Chemutai, mezzofondista, siepista e fondista di corsa in montagna ugandese (n. 1999)
- Albert Hill, mezzofondista britannico (Southwark, n. 1889 - London, † 1969)
- Albert Rop, mezzofondista keniota (n. 1992)

## Microbiologi(1)
- Albert Kluyver, microbiologo e biochimico olandese (Breda, n. 1888 - † 1956)

## Militari(18)
- Einar Lundborg, ufficiale e aviatore svedese (Calcutta, n. 1896 - Linköping, † 1931)
- Albert Aqarunov, militare azero (Baku, n. 1969 - Şuşa, † 1992)
- Albert Auger, militare e aviatore francese (Costantina, n. 1889 - Dunkerque, † 1917)
- Albert Desbrisay Carter, militare e aviatore canadese (Point de Bute, n. 1892 - Shoreham-by-Sea, † 1919)
- Albert Dossenbach, militare e aviatore tedesco (St. Blasien, n. 1891 - Frezenberg, † 1917)
- Albert Durand, militare e aviatore francese (Grasse, n. 1918 - El'nja, † 1943)
- Albert Ernst, militare tedesco (Wolfsburg, n. 1912 - Iserlohn, † 1986)
- Albert Frey, militare tedesco (Heidelberg, n. 1913 - Heilbronn, † 2003)
- Albert Goblet d'Alviella, militare e politico belga (Tournai, n. 1790 - Bruxelles, † 1873)
- Albert Graf von der Goltz, ufficiale tedesco (Heinrichsfelde, n. 1893 - Odessa, † 1944)
- Albert Henri Littolff, militare francese (Cornimont, n. 1911 - Orël, † 1943)
- Albert Mayer, militare tedesco (Magdeburgo, n. 1892 - Joncherey, † 1914)
- Albert Sauer, militare tedesco (Międzyzdroje, n. 1898 - Falkensee, † 1945)
- Albert Leo Schlageter, militare e politico tedesco (Schönau im Schwarzwald, n. 1894 - Düsseldorf-Golzheim, † 1923)
- Albert de Thurah, militare e marinaio danese (Copenaghen, n. 1761 - Copenaghen, † 1801)
- Albert Camille Vital, militare e politico malgascio (Toliara, n. 1952)
- Albert Widmann, militare tedesco (Stoccarda, n. 1912 - Stoccarda, † 1986)
- Albert Woolson, militare statunitense (Antwerp, n. 1847 - Duluth, † 1956)

## Montatori(1)
- Albert Jurgenson, montatore francese (Parigi, n. 1929 - Parigi, † 2002)

## Musicisti(3)
- Eddie Condon, musicista e chitarrista statunitense (Goodland, n. 1905 - New York, † 1973)
- Albert Mangelsdorff, musicista, docente e trombonista tedesco (Francoforte sul Meno, n. 1928 - Francoforte sul Meno, † 2005)
- Douglas Meakin, musicista e cantante britannico (Liverpool, n. 1945)

## Musicologi(1)
- Albert Dunning, musicologo olandese (Arnhem, n. 1936 - Loenen aan de Vecht, † 2005)

## Naturalisti(3)
- Albert Falco, naturalista francese (Marsiglia, n. 1927 - Marsiglia, † 2012)
- Albert Stewart Meek, naturalista britannico (n. 1871 - † 1943)
- Albert Schwartz, naturalista e zoologo statunitense (Cincinnati, n. 1923 - Miami, † 1992)

## Neurologi(2)
- Albert Galaburda, neurologo cileno (Santiago del Cile, n. 1948)
- Albert Pitres, neurologo francese (Bordeaux, n. 1848 - Bordeaux, † 1928)

## Nobili(2)
- Alberto II di Thurn und Taxis, nobile e pilota automobilistico tedesco (Ratisbona, n. 1983)
- Albert Spencer, VII conte Spencer, nobile inglese (Londra, n. 1892 - Northampton, † 1975)

## Numismatici(1)
- Albert Pick, numismatico tedesco (Colonia, n. 1922 - Garmisch-Partenkirchen, † 2015)

## Nuotatori(7)
- Albert Bougouin, nuotatore francese (Parigi, n. 1886 - † 1960)
- Albert Mayaud, nuotatore e pallanuotista francese (Parigi, n. 1899 - Parigi, † 1987)
- Albert Schwartz, nuotatore statunitense (Chicago, n. 1907 - Los Angeles, † 1986)
- Albert Subirats, ex nuotatore venezuelano (Valencia, n. 1986)
- Albert Vandeplancke, nuotatore e pallanuotista francese (Tourcoing, n. 1911 - Tourcoing, † 1939)
- Albert van de Weghe, nuotatore statunitense (New York, n. 1916 - Tulsa, † 2002)
- Albert Wiggins, nuotatore statunitense (Pittsburgh, n. 1935 - Pittsburgh, † 2011)

## Oculisti(1)
- Albert Mooren, oculista tedesco (Grefrath, n. 1828 - Düsseldorf, † 1899)

## Orientalisti(2)
- Albert Kazimirski de Biberstein, orientalista francese (Korchów, n. 1808 - Parigi, † 1887)
- Albert Socin, orientalista svizzero (Basilea, n. 1844 - Lipsia, † 1899)

## Pallamanisti(1)
- Albert Rocas, ex pallamanista spagnolo (Palafrugell, n. 1982)

## Pallanuotisti(6)
- Albert Deborgies, pallanuotista francese (Tourcoing, n. 1902 - Charleville-Mézières, † 1984)
- Albert Durant, pallanuotista belga (Bruxelles, n. 1892 - Etterbeek, † 1958)
- Albert Español, pallanuotista spagnolo (Barcellona, n. 1985)
- Albert Mondet, pallanuotista svizzero (n. 1898)
- Albert Ruimschotel, pallanuotista olandese (Pangkal Pinang, n. 1922 - Utrecht, † 1987)
- Albert Thévenon, pallanuotista francese (Lione, n. 1901 - Parigi, † 1959)

## Partigiani(1)
- Albert Deffeyes, partigiano e politico italiano (Aosta, n. 1913 - Aosta, † 1953)

## Patrioti(1)
- Albert Bedane, patriota francese (Angers, n. 1893 - † 1980)

## Pianisti(1)
- Albert Ammons, pianista statunitense (Chicago, n. 1907 - Chicago, † 1949)

## Piloti automobilistici(4)
- Albert Clément, pilota automobilistico francese (Parigi, n. 1883 - Saint-Martin-en-Campagne, † 1907)
- Albert Costa, pilota automobilistico spagnolo (Barcellona, n. 1990)
- Albert Divo, pilota automobilistico francese (Parigi, n. 1895 - Morsang-sur-Orge, † 1966)
- Albert Scherrer, pilota automobilistico svizzero (Riehen, n. 1908 - Basilea, † 1986)

## Piloti motociclistici(2)
- Albert Arenas, pilota motociclistico spagnolo (Gerona, n. 1996)
- Albert Cabestany, pilota motociclistico spagnolo (Tarragona, n. 1980)

## Pionieri dell'aviazione(1)
- Albert Plesman, pioniere dell'aviazione e imprenditore olandese (L'Aia, n. 1889 - L'Aia, † 1953)

## Pistard(2)
- Marcel Dohis, pistard francese (Parigi, n. 1880)
- Albert Taillandier, pistard francese (Parigi, n. 1879 - † 1945)

## Pittori(35)
- Albert Abendschein, pittore statunitense (New York, n. 1860 - New York, † 1914)
- Albert Abramovitz, pittore e incisore lettone (Riga, n. 1879 - East Meadow, † 1963)
- Albert Alcalay, pittore e insegnante jugoslavo (Parigi, n. 1917 - Boston, † 2008)
- Albert Anker, pittore svizzero (Ins, n. 1831 - Ins, † 1910)
- Albert Aublet, pittore francese (Parigi, n. 1851 - Neuilly-sur-Seine, † 1938)
- Albert Baertsoen, pittore belga (Gand, n. 1866 - † 1922)
- Albert Bertelsen, pittore danese (Vejle, n. 1921 - Vejle, † 2019)
- Albert Bierstadt, pittore statunitense (Solingen, n. 1830 - New York, † 1902)
- Albert Ceen, pittore australiano (Melbourne, n. 1903 - Roma, † 1976)
- Albert Demuyser, pittore belga (Laeken, n. 1920 - Uccle, † 2003)
- Albert Christoph Dies, pittore, compositore e biografo tedesco (Hannover, n. 1755 - Vienna, † 1822)
- Albert Eckhout, pittore olandese (Groninga, n. 1610 - Groninga, † 1665)
- Albert Edelfelt, pittore finlandese (Porvoo, n. 1854 - Porvoo, † 1905)
- Albert Flamm, pittore tedesco (Colonia, n. 1823 - Düsseldorf, † 1906)
- Albert Eugene Gallatin, pittore statunitense (Villanova, n. 1882 - New York, † 1952)
- Albert Gleizes, pittore, disegnatore e incisore francese (Parigi, n. 1881 - Avignone, † 1953)
- Albert Gottschalk, pittore danese (Stege, n. 1866 - Copenaghen, † 1906)
- Albert Guillaume, pittore francese (Parigi, n. 1873 - Faux, † 1942)
- Albert Herter, pittore e artista statunitense (n. 1871 - New York, † 1950)
- Albert von Keller, pittore svizzero (Gais, n. 1844 - Monaco di Baviera, † 1920)
- Albert Küchler, pittore danese (Copenaghen, n. 1803 - Roma, † 1886)
- Albert Lynch, pittore peruviano (Gleisweiler, n. 1860 - Principato di Monaco, † 1950)
- Albert Maignan, pittore e illustratore francese (Beaumont-sur-Sarthe, n. 1845 - Saint-Prix, † 1908)
- Albert Joseph Moore, pittore e illustratore britannico (York, n. 1841 - Westminster, † 1893)
- Albert Henry Munsell, pittore e inventore statunitense (Boston, n. 1858 - Brooklyn, † 1918)
- Albert Namatjira, pittore australiano (Hermannsburg, n. 1902 - Alice Springs, † 1959)
- Albert Oehlen, pittore tedesco (Krefeld, n. 1954)
- Albert van Outwater, pittore olandese († 1475)
- Albert Joseph Pénot, pittore francese (Xermaménil, n. 1862 - Parigi, † 1930)
- Albert Pinkham Ryder, pittore statunitense (New Bedford, n. 1847 - New York, † 1917)
- Albert Edward Sterner, pittore e incisore statunitense (Londra, n. 1863 - New York, † 1946)
- Albert Stolz, pittore italiano (Bolzano, n. 1875 - Bolzano, † 1947)
- Albert Chevallier Tayler, pittore inglese (Leytonstone, n. 1862 - Essex, † 1925)
- Albert Welti, pittore e incisore svizzero (Zurigo, n. 1862 - Berna, † 1912)
- Carel Willink, pittore olandese (Amsterdam, n. 1900 - Amsterdam, † 1983)

## Poeti(5)
- Albert Giraud, poeta belga (Lovanio, n. 1860 - Schaerbeek, † 1929)
- Albert Manent, poeta spagnolo (Premià de Dalt, n. 1930 - Barcellona, † 2014)
- Albert Poldesz, poeta ungherese (Ráksi, n. 1925 - Basilea, † 1997)
- Albert Samain, poeta francese (Lilla, n. 1858 - Magny-les-Hameaux, † 1900)
- Albert Verwey, poeta e saggista olandese (Amsterdam, n. 1865 - Noordwijk, † 1937)

## Polistrumentisti(1)
- Klayton, polistrumentista statunitense (New York, n. 1969)

## Politici(45)
- Albert von Behaim, politico e religioso tedesco (Passavia, n. 1180 - Passavia, † 1260)
- Albert Bormann, politico e funzionario tedesco (Halberstadt, n. 1902 - Monaco di Baviera, † 1989)
- Albert Brewer, politico statunitense (Bethel Springs, n. 1928 - Birmingham, † 2017)
- Albert Sidney Burleson, politico statunitense (San Marcos, n. 1863 - San Marcos, † 1937)
- Happy Chandler, politico e dirigente sportivo statunitense (Corydon, n. 1898 - Versailles, † 1991)
- Ben Chandler, politico e avvocato statunitense (Versailles, n. 1959)
- Albert Châtelet, politico francese (Valhuon, n. 1883 - Parigi, † 1960)
- Albert Cobo, politico statunitense (Detroit, n. 1893 - Detroit, † 1957)
- Albert Denison, I barone Londesborough, politico, diplomatico e numismatico britannico (n. 1805 - † 1860)
- Albert François Floncel, politico francese (Lussemburgo, n. 1697 - Parigi, † 1773)
- Albert Forster, politico e generale tedesco (Fürth, n. 1902 - Varsavia, † 1952)
- Albert Gallatin, politico e diplomatico statunitense (Ginevra, n. 1761 - New York, † 1849)
- Albert Gauthier de Clagny, politico e avvocato francese (Versailles, n. 1853 - Parigi, † 1927)
- Albert Gehlen, politico e insegnante belga (Elsenborn, n. 1940)
- Albert Gemmrich, politico, allenatore di calcio e ex calciatore francese (Haguenau, n. 1955)
- Albert Gilchrist, politico e militare statunitense (Greenwood, n. 1858 - New York, † 1926)
- Al Gore, politico e ambientalista statunitense (Washington, n. 1948)
- Albert Gore senior, politico statunitense (Granville, n. 1907 - Carthage, † 1998)
- Albert Grey, IV conte Grey, politico inglese (Londra, n. 1851 - Londra, † 1917)
- Albert Viljam Hagelin, politico norvegese (Bergen, n. 1881 - Fortezza di Akershus, † 1946)
- Gabriel Hanotaux, politico, storico e diplomatico francese (Beaurevoir, n. 1853 - Parigi, † 1944)
- Albert Galliton Harrison, politico statunitense (Mount Sterling, n. 1800 - Fulton, † 1839)
- Albert Henry, politico cookese (Rarotonga, n. 1907 - Rarotonga, † 1981)
- Albert Hyzler, politico maltese (Valletta, n. 1916 - † 1993)
- Albert Kalonij, politico della Repubblica Democratica del Congo (Hemptinne, n. 1929 - † 2015)
- Albert Lanièce, politico italiano (Aosta, n. 1966)
- Albert Lebrun, politico francese (Mercy-le-Haut, n. 1871 - Parigi, † 1950)
- Albert John Luthuli, politico sudafricano (Bulawayo, n. 1898 - Stanger, † 1967)
- Albert Margai, politico sierraleonese (Gbangbatok, n. 1910 - Freetown, † 1980)
- Albert Wills McIntire, politico statunitense (Pittsburgh, n. 1853 - Colorado Springs, † 1935)
- Albert Meyer, politico svizzero (Fällanden, n. 1870 - Zurigo, † 1953)
- Albert Pahimi Padacké, politico ciadiano (Pala, n. 1966)
- Albert Pintat, politico andorrano (Sant Julià de Lòria, n. 1943)
- Albert G. Porter, politico, diplomatico e avvocato statunitense (Lawrenceburg, n. 1824 - Indianapolis, † 1897)
- Harry Primrose, VI conte di Rosebery, politico britannico (n. 1882 - † 1974)
- Al Quie, politico statunitense (Dennison, n. 1923 - Wayzata, † 2023)
- Albert Reynolds, politico irlandese (Rooskey, n. 1932 - Dublino, † 2014)
- Albert E. Rice, politico statunitense (Vinje, n. 1845 - Rochester, † 1921)
- Albert Rosellini, politico statunitense (Tacoma, n. 1910 - Seattle, † 2011)
- Albert Rösti, politico svizzero (Frutigen, n. 1967)
- Albert Sarraut, politico francese (Bordeaux, n. 1872 - Parigi, † 1962)
- Albert George Schmedeman, politico e diplomatico statunitense (Madison, n. 1864 - Madison, † 1946)
- Albert Theisz, politico e sindacalista francese (Boulogne-sur-Mer, n. 1839 - Parigi, † 1881)
- Albert Wynn, politico statunitense (Filadelfia, n. 1951)
- Albert Zafy, politico malgascio (Ambilobe, n. 1927 - Saint-Pierre, † 2017)

## Presbiteri(1)
- Albert Outler, presbitero, teologo e filosofo statunitense (Thomasville, n. 1908 - † 1989)

## Principi(1)
- Albert Kamehameha, principe statunitense (Honolulu, n. 1858 - Honolulu, † 1862)

## Produttori cinematografici(3)
- Albert R. Broccoli, produttore cinematografico statunitense (New York, n. 1909 - Beverly Hills, † 1996)
- Albert S. Ruddy, produttore cinematografico, produttore televisivo e sceneggiatore canadese (Montréal, n. 1930 - Los Angeles, † 2024)
- Albert Warner, produttore cinematografico statunitense (Krasnosielc, n. 1884 - Los Angeles, † 1967)

## Produttori televisivi(1)
- Albert Barillé, produttore televisivo, autore televisivo e sceneggiatore francese (Varsavia, n. 1920 - Neuilly-sur-Seine, † 2009)

## Psicologi(5)
- Albert Bandura, psicologo canadese (Mundare, n. 1925 - Stanford, † 2021)
- Albert Ellis, psicologo statunitense (Pittsburgh, n. 1913 - New York, † 2007)
- Albert Mehrabian, psicologo statunitense (n. 1939)
- Albert Michotte, psicologo belga (Saint-Josse-ten-Noode, n. 1881 - Lovanio, † 1965)
- Albert von Schrenck-Notzing, psicologo tedesco (Oldenburg, n. 1862 - Monaco di Baviera, † 1929)

## Pubblicitari(1)
- Albert Lasker, pubblicitario e filantropo statunitense (Friburgo, Germania, n. 1880 - New York, † 1952)

## Pugili(7)
- Xavier Eluère, pugile francese (Issé, n. 1897 - Saint-Privat-des-Prés, † 1967)
- Albert Oldman, pugile britannico (Mile End, n. 1883 - Upminster, † 1961)
- Al Robinson, pugile statunitense (Paris, n. 1947 - Oakland, † 1974)
- Albert Selimov, pugile russo (Kaspijsk, n. 1986)
- Albert Sosnowski, pugile polacco (Varsavia, n. 1979)
- Henry Thomas, pugile britannico (Birmingham, n. 1888 - New York, † 1963)
- Al Young, pugile statunitense (Baviera, n. 1877 - San Francisco, † 1940)

## Rapper(1)
- Prodigy, rapper statunitense (Hempstead, n. 1974 - Las Vegas, † 2017)

## Registi(19)
- Victor Adamson, regista, produttore cinematografico e attore statunitense (Kansas City, n. 1890 - Los Angeles, † 1972)
- Albert Balink, regista e giornalista olandese ('s-Hertogenbosch, n. 1906 - Pensacola, † 1976)
- Albert Capellani, regista francese (Parigi, n. 1874 - Parigi, † 1931)
- A.E. Coleby, regista, sceneggiatore e attore inglese (Southwark, n. 1876 - † 1930)
- Albert W. Hale, regista francese (Bordeaux, n. 1882 - Los Angeles, † 1947)
- Albert Herman, regista, sceneggiatore e produttore cinematografico statunitense (Troy, n. 1887 - Los Angeles, † 1958)
- Albert e Allen Hughes, regista, sceneggiatore e produttore cinematografico statunitense (Detroit, n. 1972)
- Albert H. Kelley, regista e sceneggiatore statunitense (Wallingford, n. 1894 - Los Angeles, † 1989)
- Albert Lamorisse, regista, produttore cinematografico e scrittore francese (Parigi, n. 1922 - Karaj, † 1970)
- Albert Lewin, regista, sceneggiatore e produttore cinematografico statunitense (Brooklyn, n. 1894 - New York, † 1968)
- Albert e David Maysles, regista statunitense (Boston, n. 1926 - New York, † 2015)
- Albert Parker, regista, sceneggiatore e attore statunitense (New York, n. 1885 - Londra, † 1974)
- Albert Pyun, regista statunitense (Hawaii, n. 1953 - Las Vegas, † 2022)
- Albert S. Rogell, regista statunitense (Oklahoma City, n. 1901 - Los Angeles, † 1988)
- Albert Samama-Chikli, regista e fotografo tunisino (Tunisi, n. 1872 - Tunisi, † 1934)
- Albert Serra, regista, sceneggiatore e produttore cinematografico spagnolo (Banyoles, n. 1975)
- Albert E. Smith, regista, sceneggiatore e produttore cinematografico britannico (Faversham, n. 1875 - Los Angeles, † 1958)
- A. Edward Sutherland, regista, attore e produttore cinematografico statunitense (Londra, n. 1895 - Palm Springs, † 1973)
- Albert Ward, regista e sceneggiatore britannico (Londra, n. 1870 - Londra, † 1956)

## Registi teatrali(1)
- Albert Marre, regista teatrale statunitense (New York, n. 1924 - New York, † 2012)

## Religiosi(1)
- Albert Houtin, religioso e teologo francese (La Flèche, n. 1867 - Parigi, † 1926)

## Rivoluzionari(1)
- Mishake Muyongo, rivoluzionario e politico namibiano (Linyanti, n. 1944)

## Rugbisti a 15(3)
- Albert Anderson, ex rugbista a 15 neozelandese (Christchurch, n. 1961)
- Albert Cigagna, ex rugbista a 15 francese (Tolosa, n. 1960)
- Albert Roosevelt, rugbista a 15 francese (Parigi, n. 1879 - Port-au-Prince, † 1962)

## Saggisti(1)
- Albert Jay Nock, saggista statunitense (Scranton, n. 1870 - † 1945)

## Sassofonisti(3)
- Albert Ayler, sassofonista statunitense (Cleveland, n. 1936 - New York, † 1970)
- Budd Johnson, sassofonista, clarinettista e arrangiatore statunitense (Dallas, n. 1910 - Kansas City, † 1984)
- Ronnie Ross, sassofonista e clarinettista britannico (Calcutta, n. 1933 - Londra, † 1991)

## Scacchisti(3)
- Albert Fox, scacchista statunitense (Boston, n. 1881 - Washington, † 1964)
- Albert Hodges, scacchista statunitense (Nashville, n. 1861 - New York, † 1944)
- Albert Pinkus, scacchista e esploratore statunitense (New York, n. 1903 - New York, † 1984)

## Sceneggiatori(2)
- Albert Guyot, sceneggiatore e regista francese (Parigi, n. 1903 - Courbevoie, † 1985)
- Albert S. Le Vino, sceneggiatore statunitense (Fredericksburg, n. 1878 - † 1947)

## Scenografi(3)
- Albert Brenner, scenografo statunitense (Brooklyn, n. 1926 - Los Angeles, † 2022)
- Albert S. D'Agostino, scenografo statunitense (New York, n. 1892 - Los Angeles, † 1970)
- A. Arnold Gillespie, scenografo e effettista statunitense (El Paso, n. 1899 - Los Angeles, † 1978)

## Schermidori(7)
- Albert Axelrod, schermidore statunitense (New York, n. 1921 - New York, † 2004)
- Albert Ayat, schermidore francese (Parigi, n. 1875 - Courbevoie, † 1935)
- Félix Ayat, schermidore francese (Parigi, n. 1882 - Boulogne-Billancourt, † 1972)
- Albert Bogen, schermidore austriaco (Kikinda, n. 1882 - Budapest, † 1961)
- Albert Simon Cahen, schermidore francese (n. 1877 - † 1937)
- Albert De Roocker, schermidore belga (Dendermonde, n. 1904 - Lebbeke, † 1989)
- Albert Wolff, schermidore francese (Barr, n. 1906 - Scottsdale, † 1989)

## Sciatori alpini(3)
- Albert Burger, sciatore alpino e allenatore di sci alpino tedesco (Rettenberg, n. 1955 - Günzburg, † 2023)
- Albert Ortega, sciatore alpino spagnolo (n. 1998)
- Albert Popov, sciatore alpino bulgaro (Sofia, n. 1997)

## Scrittori(26)
- Chinua Achebe, scrittore, saggista e critico letterario nigeriano (Ogidi, n. 1930 - Boston, † 2013)
- Albert Ulrik Bååth, scrittore e poeta svedese (Malmö, n. 1853 - Göteborg, † 1912)
- Albert Camus, scrittore, filosofo e saggista francese (Mondovi, n. 1913 - Villeblevin, † 1960)
- Albert Cim, romanziere e bibliografo francese (Bar-le-Duc, n. 1845 - Parigi, † 1924)
- Albert Cohen, scrittore svizzero (Corfù, n. 1895 - Ginevra, † 1981)
- Albert Cossery, scrittore egiziano (Il Cairo, n. 1913 - Parigi, † 2008)
- Albert Ehrenstein, scrittore, poeta e critico letterario austriaco (Vienna, n. 1886 - New York, † 1950)
- Albert Espinosa, scrittore, regista e sceneggiatore spagnolo (Barcellona, n. 1973)
- Al Feldstein, scrittore, fumettista e pittore statunitense (n. 1925 - † 2014)
- Sid Fleischman, scrittore e sceneggiatore statunitense (Brooklyn, n. 1920 - Santa Monica, † 2010)
- Albert Goldman, scrittore, giornalista e docente statunitense (Dormont, n. 1927 - † 1994)
- Jeremias Gotthelf, scrittore svizzero (Morat, n. 1797 - Lützelflüh, † 1854)
- Albert Maltz, scrittore e drammaturgo statunitense (New York, n. 1908 - Los Angeles, † 1985)
- Albert Memmi, scrittore, saggista e sociologo tunisino (Tunisi, n. 1920 - Neuilly-sur-Seine, † 2020)
- Albert Murray, scrittore e biografo statunitense (Nokomis, n. 1916 - Harlem, † 2013)
- Albert Olsson, scrittore svedese (Eslöv, n. 1904 - Harplinge, † 1994)
- Albert Ostermaier, scrittore tedesco (Monaco di Baviera, n. 1967)
- Albert Bigelow Paine, scrittore e biografo statunitense (New Bedford, n. 1861 - New Smyrna Beach, † 1937)
- Albert H. Rausch, scrittore e poeta tedesco (Friedberg, n. 1882 - Magreglio, † 1949)
- Albert Robida, scrittore, illustratore e giornalista francese (Compiègne, n. 1848 - Neuilly-sur-Seine, † 1926)
- Albert Russo, scrittore, poeta e fotografo belga (Kamina, n. 1943)
- Albert Sánchez Piñol, scrittore e antropologo spagnolo (Barcellona, n. 1965)
- Albert Richard Smith, scrittore e alpinista inglese (Chertsey, n. 1816 - Londra, † 1860)
- Albert Steffen, scrittore, poeta e drammaturgo svizzero (Wynau, n. 1884 - Dornach, † 1963)
- Albert von Trentini, scrittore e drammaturgo austriaco (Bolzano, n. 1878 - Vienna, † 1933)
- Al Young, scrittore e poeta statunitense (Ocean Springs, n. 1939 - Concord, † 2021)

## Scultori(3)
- Albert Binquet, scultore francese (Bordeaux)
- Albert Féraud, scultore francese (Parigi, n. 1921 - Bagneux, † 2008)
- Albert Schilling, scultore svizzero (Zurigo, n. 1904 - Arlesheim, † 1987)

## Sociologi(2)
- Albert Galloway Keller, sociologo statunitense (Springfield, n. 1874 - New Haven, † 1956)
- Albert Meister, sociologo svizzero (Basilea, n. 1927 - Kyoto, † 1982)

## Storici(6)
- Albert Bushnell Hart, storico statunitense (Clarksville, n. 1854 - Boston, † 1943)
- Albert Hauck, storico tedesco (Wassertrüdingen, n. 1845 - Lipsia, † 1918)
- Albert Mathiez, storico francese (La Bruyère, n. 1874 - Parigi, † 1932)
- Albert J. Raboteau, storico statunitense (Bay St. Louis, n. 1943 - † 2021)
- Albert Soboul, storico francese (Ammi Moussa, n. 1914 - Nîmes, † 1982)
- Albert Sorel, storico francese (Honfleur, n. 1842 - Parigi, † 1906)

## Storici delle religioni(1)
- Albert Réville, storico delle religioni, teologo e pastore protestante francese (Dieppe, n. 1826 - Parigi, † 1906)

## Tennisti(4)
- Jack Kramer, tennista statunitense (Las Vegas, n. 1921 - Los Angeles, † 2009)
- Albert Lippmann, tennista francese
- Albert Montañés, ex tennista spagnolo (Sant Carles de la Ràpita, n. 1980)
- Albert Ramos Viñolas, tennista spagnolo (Barcellona, n. 1988)

## Teologi(3)
- Albert Ehrhard, teologo tedesco (Herbitzheim, n. 1862 - Bonn, † 1940)
- Albert Kalthoff, teologo e filosofo tedesco (Barmen, n. 1850 - Brema, † 1906)
- Albert Pigge, teologo, astronomo e matematico olandese (Kampen, n. 1490 - Utrecht, † 1542)

## Teorici della musica(1)
- Albert Lavignac, teorico della musica e compositore francese (Parigi, n. 1846 - Parigi, † 1916)

## Tiratori a segno(2)
- Albert Baumann, tiratore a segno svizzero
- Albert Helgerud, tiratore a segno norvegese (Svelvik, n. 1876 - Svelvik, † 1954)

## Tiratori di fune(1)
- Albert Ireton, tiratore di fune e pugile britannico (Baldock, n. 1879 - Stevenage, † 1947)

## Trovatori(3)
- Albert, trovatore francese
- Albertet Cailla, trovatore e giullare francese
- Albert de Saint-Bonet, trovatore francese

## Tuffatori(2)
- Albert White, tuffatore statunitense (Oakland, n. 1895 - Richmond, † 1982)
- Albert Zürner, tuffatore tedesco (Amburgo, n. 1890 - Amburgo, † 1920)

## Velisti(2)
- Albert Glandaz, velista francese (Parigi, n. 1870 - † 1943)
- Eugène Laverne, velista francese (Parigi, n. 1866 - Saint-Mandé, † 1941)

## Velocisti(1)
- Albert Werkmüller, velocista tedesco (Berlino, n. 1879 - Lipiany, † 1914)

## Vescovi(1)
- Albert Houssiau, vescovo e teologo belga (Halle, n. 1924)

## Vescovi cattolici(1)
- Albert Breton, vescovo cattolico francese (Saint-Inglevert, n. 1882 - Kamakura, † 1954)

## Violinisti(3)
- Albert Markov, violinista, docente e compositore russo (Charkiv, n. 1933)
- Albert Sammons, violinista, compositore e insegnante inglese (Fulham, n. 1886 - Middleton-on-Sea, † 1957)
- Albert Spalding, violinista statunitense (Chicago, n. 1888 - Manhattan, † 1953)

## Wrestler(1)
- ACH, wrestler statunitense (Austin, n. 1987)

## Zoologi(3)
- Albert Günther, zoologo tedesco (Esslingen sul Neckar, n. 1830 - South Stoke, † 1914)
- Albert Sherbourne Le Souef, zoologo australiano (n. 1877 - † 1951)
- Albert Tullgren, zoologo e aracnologo svedese (Stoccolma, n. 1874 - Stoccolma, † 1958)

## Senza attività specificata(2)
- Albert Charpentier, ingegnere elettronico statunitense
- Albert Fuller Ellis, neozelandese (Roma, n. 1869 - Auckland, † 1951)